# Zenon Wachlowski (lekarz)
Zenon Wachlowski (ur. 17 maja 1874, zm. ?) – doktor medycyny, podpułkownik lekarz Wojska Polskiego.

## Życiorys
Urodził się 17 maja 1874. Ukończył studia medyczne uzyskując stopień naukowy doktora. Był oficerem C. K. Armii. Do około 1911 był lekarzem pułkowym 11 pułk haubic polowych we Lwowie. Od około 1912 przydzielony do 11 Szpitala Garnizonowego w Pradze
Po zakończeniu I wojny światowej, odzyskaniu przez Polskę niepodległości został przyjęty do Wojska Polskiego. Został awansowany do stopnia podpułkownika lekarza ze starszeństwem z dniem 1 czerwca 1919. W 1923 jako oficer nadetatowy 6 batalionu sanitarnego (Lwów) służył w szefostwie sanitarnym Dowództwa Okręgu Korpusu Nr VI we Lwowie. Po przeniesieniu w stan spoczynku jako emerytowany podpułkownik lekarz w 1928 zamieszkiwał we Lwowie.
Jego żoną była Ludwika z domu Turteltaub, z którą miał syna Zenona (1905–1940, prawnik, ofiara zbrodni katyńskiej).

## Odznaczenia
austro-węgierskie
- Krzyż Kawalerski Orderu Franciszka Józefa (1916)[11].
- Brązowy Medal Zasługi Wojskowej na wstążce czerwonej (przed 1914)[3]
- Brązowy Medal Jubileuszowy Pamiątkowy dla Sił Zbrojnych i Żandarmerii (przed 1914)[3]
- Krzyż Jubileuszowy dla Cywilnych Funkcjonariuszów Państwowych (przed 1914)[3]